# リリアン・テュラム
リュディー・リリアン・テュラム＝ユリアン（Ruddy Lilian Thuram-Ulien, 1972年1月1日 - ）は、フランス・グアドループ・ポワンタピートル出身の元サッカー選手。元フランス代表。ポジションはディフェンダー。ウーゴ・ロリスに記録更新されるまでは同国代表の歴代最多出場記録保持者(142試合)であった。
1972年1月1日、グアドループの漁業の拠点となるグランド・テール島の港町ポワンタピートルに生まれた。ちなみにテュラムの誕生は新年を迎えてわずか20秒後のことで、72年に生まれた最初の子供としてメディアが取材に訪れ、新聞記事に掲載されたという。幼少期はピアノにも親しみ、夢はカトリックの神父になることであった。
1981年、フランス本土パリ郊外にあるフォンテーヌブローに移り住み、サッカーを始める。

## クラブ経歴

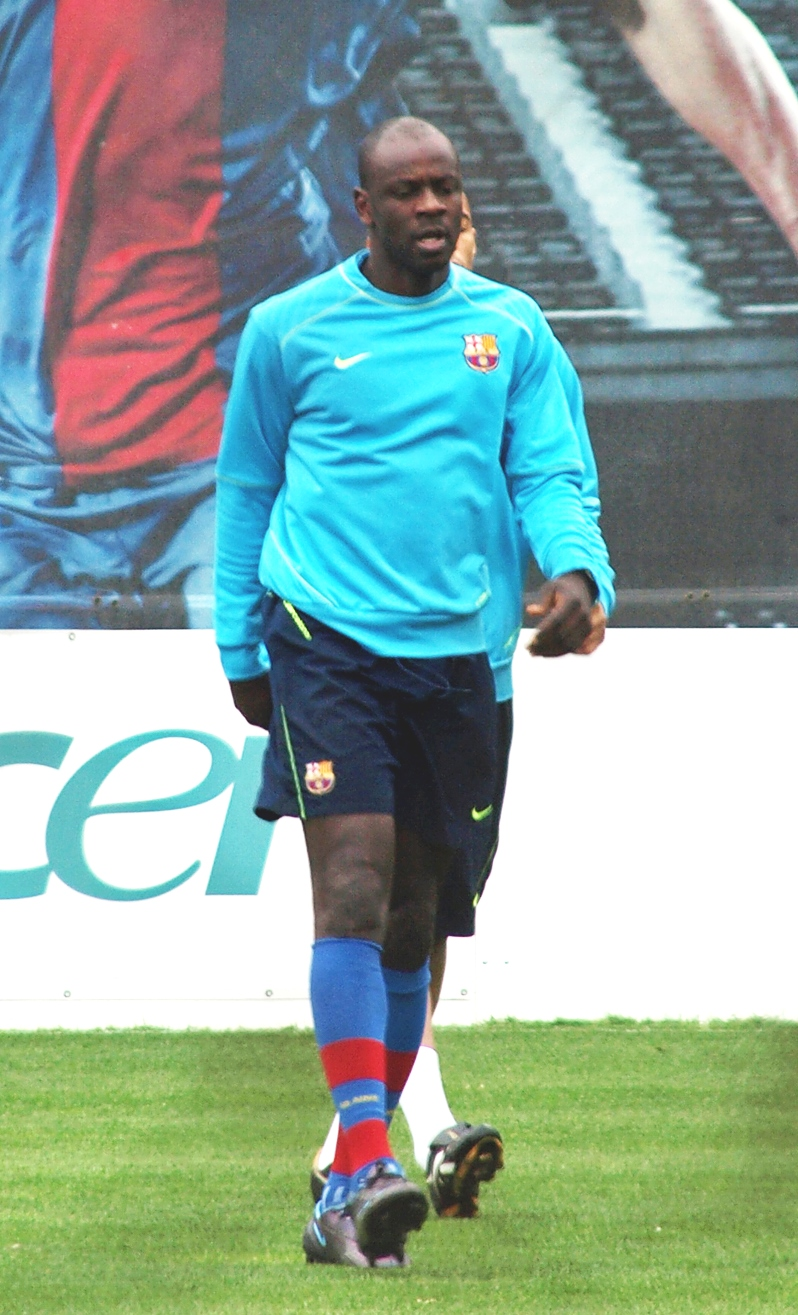
現役時代のテュラム（2008年）

1988年、フランスのASモナコにスカウトされた。1990年に同クラブでプロデビュー。当時の監督アーセン・ベンゲルの指導の下、次第に身体能力の高さと1対1の場面での勝負強さが注目され始めた。
1996年にセリエA・パルマACへ移籍し活躍。イタリア代表GKジャンルイジ・ブッフォンとDFファビオ・カンナヴァーロとのトリオは世界最高の守備トリオと呼ばれた。
2001年、同僚ジャンルイジ・ブッフォンとともにユヴェントスFCへ移籍し、2001-02シーズンと2002-03シーズンの連覇を果たす。2004年、パルマでコンビを組んだファビオ・カンナバーロが加入し、パルマ時代のトリオ再結成となった。2004-05シーズン、2005-06シーズンと連覇を果たすものの、2006年、カルチョーポリにおける審判買収でユヴェントスが降格した。本人は現役引退も視野に入れていたようだが、最終的に同僚ジャンルカ・ザンブロッタとともにFCバルセロナへ移籍した。
EURO2008後、パリ・サンジェルマン移籍が確実視されていたが、メディカルチェックにて心臓の奇形が発覚した。再検査を行った結果、最初の診断は誤りで、彼の心臓は正常であったことがわかったが、彼の実兄はかつてバスケットボールの試合中に心臓発作で亡くなっており、テュラムにも同じことが起こるのではと常日頃から心配していた母親を安心させるため、現役引退を2008年8月1日に正式に表明した。

## 代表経歴
1994年8月17日のチェコ戦でフランス代表の招集を受け、初出場を果たす。
1998年のフランスW杯では、グループリーグを通じて7試合2失点（グループリーグ最終戦を前に決勝トーナメント進出が決まっていたフランス代表は、最終戦であるデンマーク戦はサブメンバー中心でテュラムも出場せず、実質6試合1失点）という強固な守備陣の一翼を担い、W杯初優勝を果たした。特に、準決勝のクロアチア戦において自らのミスにより先制された後、2得点を挙げてチームを決勝に導いた。この時の2得点は自身の代表での唯一の得点となった。2000年にオランダ・ベルギーで開催されたEURO2000でも守備の要として、優勝に貢献した。
2002年、日韓W杯にフル出場するも、グループステージ敗退。
2004年、EURO2004終了後、代表引退を表明。
2005年、ドイツW杯欧州予選に苦しむフランス代表の救世主として、モンペリエで行われた国際親善試合コートジボワール戦にてジネディーヌ・ジダン、クロード・マケレレと共に代表復帰した。自身は負傷交代したものの、チームは3-0で勝利。その後、苦しんでいたフランス代表は息を吹き返し、予選を1位で通過した。2006年、ドイツW杯グループリーグ・トーゴ戦において、かつての盟友マルセル・デサイーの持つ代表出場記録を塗り替え、歴代1位となった。チームは決勝で敗れたものの、守備の要として全試合に出場した。

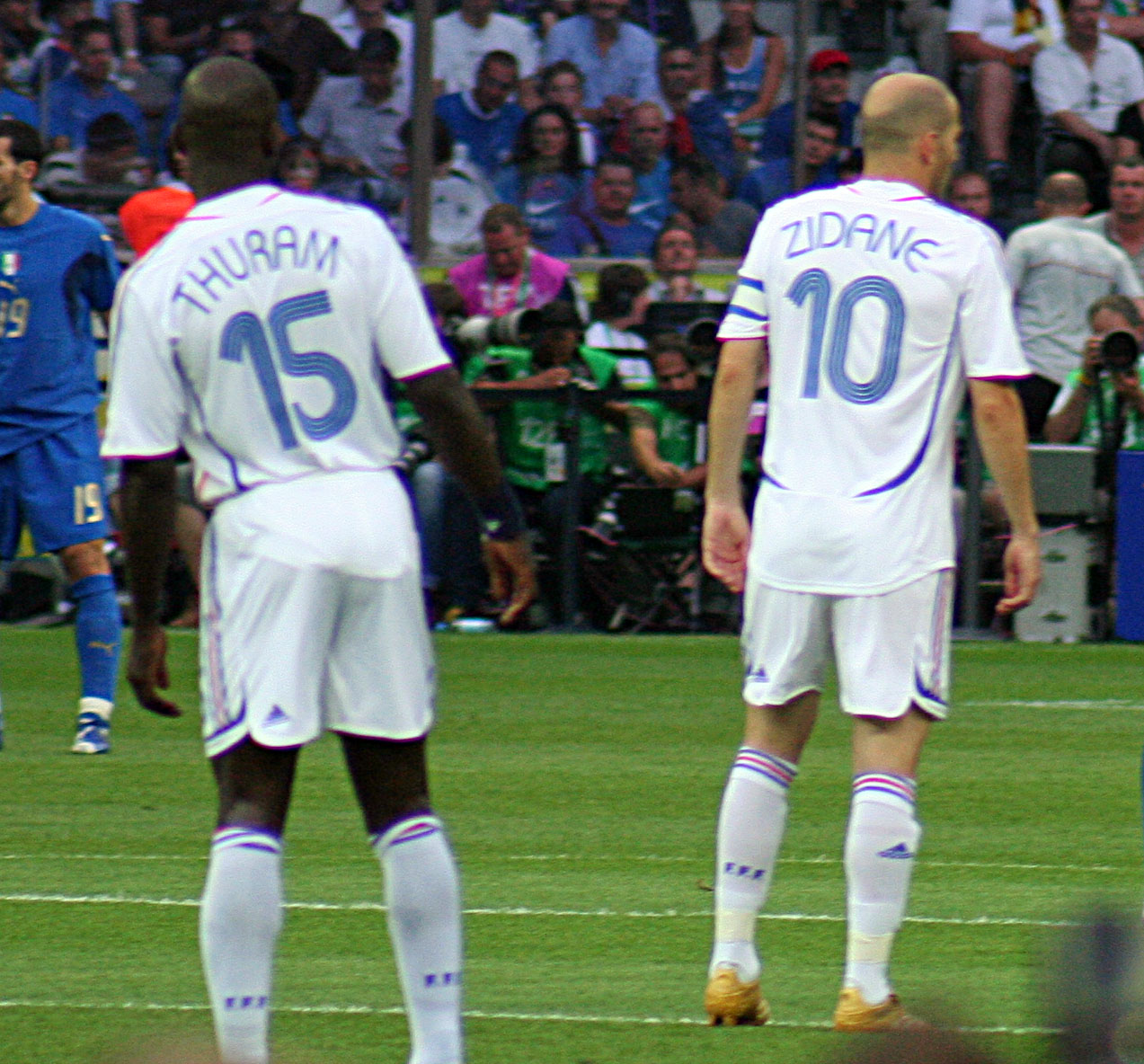
2006年W杯フランス代表

スイス・オーストリア共催で開かれたEURO2008の初戦、ルーマニア戦に出場した事によりEURO出場試合数を15とし、歴代1位となった。大会を最後にフランス代表からの引退を発表。代表出場142試合はウーゴ・ロリスに次いで歴代2位であり長らく最多出場記録を保持していた。

## 引退後
2009年2月、2008年12月にニコラ・サルコジ大統領から内閣入りの話を持ちかけられ、長時間にわたる会談を行ったが、断っていたことを明らかにした。

## 人物
- ピッチ外でも、同化推進委員会に属するなど、頭脳明晰な面も持ち合わせる。
- 2005年、パリ郊外を中心として発生した暴動に対し一定の理解を示す発言をするなど、フランス国内において一定の影響力を有している。
- スポンサー契約はナイキ社。
- レキップ紙によれば、フランス人のスポーツ選手で6番目、サッカー選手ではアンリに次ぐ、2番目に人気がある選手という結果が出ている[7]。
- 息子のマルクス、ケフランもプロサッカー選手である[8]。またスタンダール・リエージュに所属しているGKヨアン・テュラム＝ユリアンは従兄弟に当たる。

## 代表歴

### 出場大会
- フランス代表
  - 1998 FIFAワールドカップ
  - 2002 FIFAワールドカップ
  - 2006 FIFAワールドカップ

### 試合数
- 国際Aマッチ 142試合 2得点（1994年-2008年）[9][1]

| フランス代表 | 国際Aマッチ | 国際Aマッチ |
| 年           | 出場        | 得点        |
| ------------ | ----------- | ----------- |
| 1994         | 1           | 0           |
| 1995         | 5           | 0           |
| 1996         | 13          | 0           |
| 1997         | 8           | 0           |
| 1998         | 15          | 2           |
| 1999         | 10          | 0           |
| 2000         | 14          | 0           |
| 2001         | 4           | 0           |
| 2002         | 12          | 0           |
| 2003         | 12          | 0           |
| 2004         | 9           | 0           |
| 2005         | 7           | 0           |
| 2006         | 16          | 0           |
| 2007         | 10          | 0           |
| 2008         | 6           | 0           |
| 通算         | 142         | 2           |

## タイトル

### クラブ
モナコ
- クープ・ドゥ・フランス : 1990-91

パルマ
- コッパ・イタリア : 1998-99
- UEFAカップ : 1998-99
- スーペルコッパ・イタリアーナ : 2000

ユヴェントス
- セリエA : 2001-02, 2002-03, 2004-05[注 1], 2005-06[注 1]
- スーペルコッパ・イタリアーナ : 2003

### 代表
フランス代表
- FIFAワールドカップ : 1998
- UEFA欧州選手権 : 2000
- FIFAコンフェデレーションズカップ : 2003